# 东田直树
东田直树（日语：／ Higashida Naoki *，1992年8月12日—） 是日本一名诗人、散文家、小说家，定居于千叶县君津市。他是日本在西方世界的代表性作者之一。 东田直树在5岁的时候被诊断出罹患重度自闭症， 这导致他无法与周围的人正常沟通，同时他的情绪也是极其不稳定的。
尽管东田直树在身体上有缺陷，但他依然还是学习了语言和文字。通过参加附近的康复学校，他开始能够表达自己的一些情绪。在此不久，东田直树开始在成年人的指导下尝试写作。东田直树的母亲发现了他的这些改变，她鼓励东田直树用诗歌和散文来表达自己。

## 个人作品
《我想變成鳥 所以跳起來》
《不能說話，但我仍然可以對全世界微笑》